# 가야산산성
가야산산성(伽倻山山城)은 대한민국 경상북도 성주군 수륜면, 가야산에 있는 산성이다. 2003년 5월 22일 경상북도의 기념물 제143호로 지정되었다.

## 개요
이 산성은 가야산의 정상인 칠불봉의 동남쪽에 위치하며, 용기골의 좌·우로상아덤과 제골산의 능선을 따라 축성된 포곡식 산성이다. 처음 축성한 연대에 대해서는 기록에 남아 있지 않아 확실하지 않다. 임진왜란 때에 이르러 체찰사 이원익이 조정의 명을 받아 승장 신열을 시켜 개축하였으며, 난중에는 인근 백성들의 피난처로 이용되었던 것으로 전하고 있다. 조선 숙종때 근처에 독용산성이 수축됨에 따라 그 기능을 발휘하지 못하고 퇴락하였다.
성벽의 전체 길이는 약 7.2km정도 되지만 대부분 무너졌으며, 일부 현존하고 있는 곳은 평균 높이가 1.5m정도 된다. 성안의 면적은 2.1km2이다.
2000년에 실시한 지표조사에 따르면 성내에는 동·서·남·북의 성문을 위시하여 암문, 치성, 망루, 장대, 7개의 샘과 1개의 우물이 있었던 것으로 확인되었으며, 성안에는 용기사지, 백운암지, 일요암지 등의 건물지가 남아있다.

## 참고 자료
- 가야산산성 - 국가유산청 국가유산포털
- 이 문서에는 문화재청에서 공공누리 제1유형으로 배포된 자료를 바탕으로 한 내용이 포함되어 있습니다.